# Martin Faust
Martin Faust (Poughkeepsie, 16 gennaio 1886 – Los Angeles, 20 luglio 1943) è stato un attore statunitense che, proveniente dal teatro, iniziò a lavorare per il cinema nel 1908.

## Filmografia
- Jane Eyre, regia di Theodore Marston (1910)
- The Best Man Wins - cortometraggio (1910)
- The Winter's Tale, regia di Theodore Marston e Barry O'Neil - cortometraggio (1910)
- The Vicar of Wakefield - cortometraggio (1910)
- The Cure of John Douglas - cortometraggio 1911
- A Newsboy's Luck - cortometraggio 1911
- My Brother Agostino - cortometraggio (1911)
- The Burning Rivet, regia di Barry O'Neil - cortometraggio (1913)
- Chelsea 7750, regia di J. Searle Dawley (1913)
- His Best Friend, regia di Barry O'Neil - cortometraggio (1913)
- Deacon Billington's Downfall, regia di Charles H. France - cortometraggio (1914)
- The Mystery of the Talking Wire, regia di George Lessey - cortometraggio (1914)
- A Treacherous Rival, regia di Bannister Merwin e Preston Kendall - cortometraggio (1914)
- The Powers of the Air - cortometraggio (1914)
- Lena Rivers (1914)
- The Line-Up at Police Headquarters, regia di Frank Beal (1914)
- The Heritage of Hamilton Cleek, regia di Ben F. Wilson  - cortometraggio (1914)
- Emmy of Stork's Nest, regia di William Nigh (1915)
- A Yellow Streak, regia di William Nigh (1915)
- A Poor Relation - cortometraggio (1915)
- The Kiss of Hate, regia di William Nigh (1916)
- Notorious Gallagher; or, His Great Triumph, regia di William Nigh (1916)
- The Child of Destiny, regia di William Nigh (1916)
- The Dawn of Love, regia di Edwin Carewe (1916)
- The Blue Streak, regia di William Nigh (1917)
- The Slave, regia di William Nigh (1917)
- Wife Number Two, regia di William Nigh (1917)
- Thou Shalt Not Steal, regia di William Nigh (1917)
- Find the Woman, regia di Tom Terriss (1918)
- The Woman the Germans Shot, regia di John G. Adolfi (1918)
- The Cambric Mask, regia di Tom Terriss (1919)
- The Face in the Fog, regia di Alan Crosland (1922)
- The Tents of Allah, regia di Charles Logue (1923)
- The Silent Command, regia di J. Gordon Edwards (1923)
- Under the Red Robe, regia di Alan Crosland (1923)
- Fratello maggiore (Big Brother), regia di Allan Dwan (1923)
- Whoopee, regia di Thornton Freeland (1930)
- La casa dei Rothschild (The House of Rothschild), regia di Alfred L. Werker (1934)
- La donna del mistero (Mystery Woman), regia di Eugene Forde (1935)
- L'uomo dai due volti (Charlie Chan in Paris), regia di Hamilton MacFadden e Lewis Seiler (1935)
- I'm from Missouri, regia di Theodore Reed (1939)
- La via dei giganti (Union Pacific), regia di Cecil B. DeMille (1939)
- Saddlemates, regia di Lester Orlebeck (1941)
- La porta d'oro (Hold Back the Dawn), regia di Mitchell Leisen (1941)
- La storia del generale Custer (They Died with Their Boots On), regia di Raoul Walsh (1941)

### Regista
- The Toll of Love (1914)
- Jane Eyre (1914)